# Foster (Oregon)
Foster az Amerikai Egyesült Államok északnyugati részén, Oregon állam Linn megyéjében, részben Sweet Home közigazgatási határain belül elhelyezkedő önkormányzat nélküli település.

## Éghajlat
A település éghajlata mediterrán (a Köppen-skála szerint Csb).

## Fordítás
- Ez a szócikk részben vagy egészben  a   Foster, Oregon című angol Wikipédia-szócikk ezen változatának fordításán alapul.  Az eredeti cikk szerkesztőit annak laptörténete sorolja fel. Ez a jelzés csupán a megfogalmazás eredetét és a szerzői jogokat jelzi, nem szolgál a cikkben szereplő információk forrásmegjelöléseként.